# Hedwig Bleuler-Waser

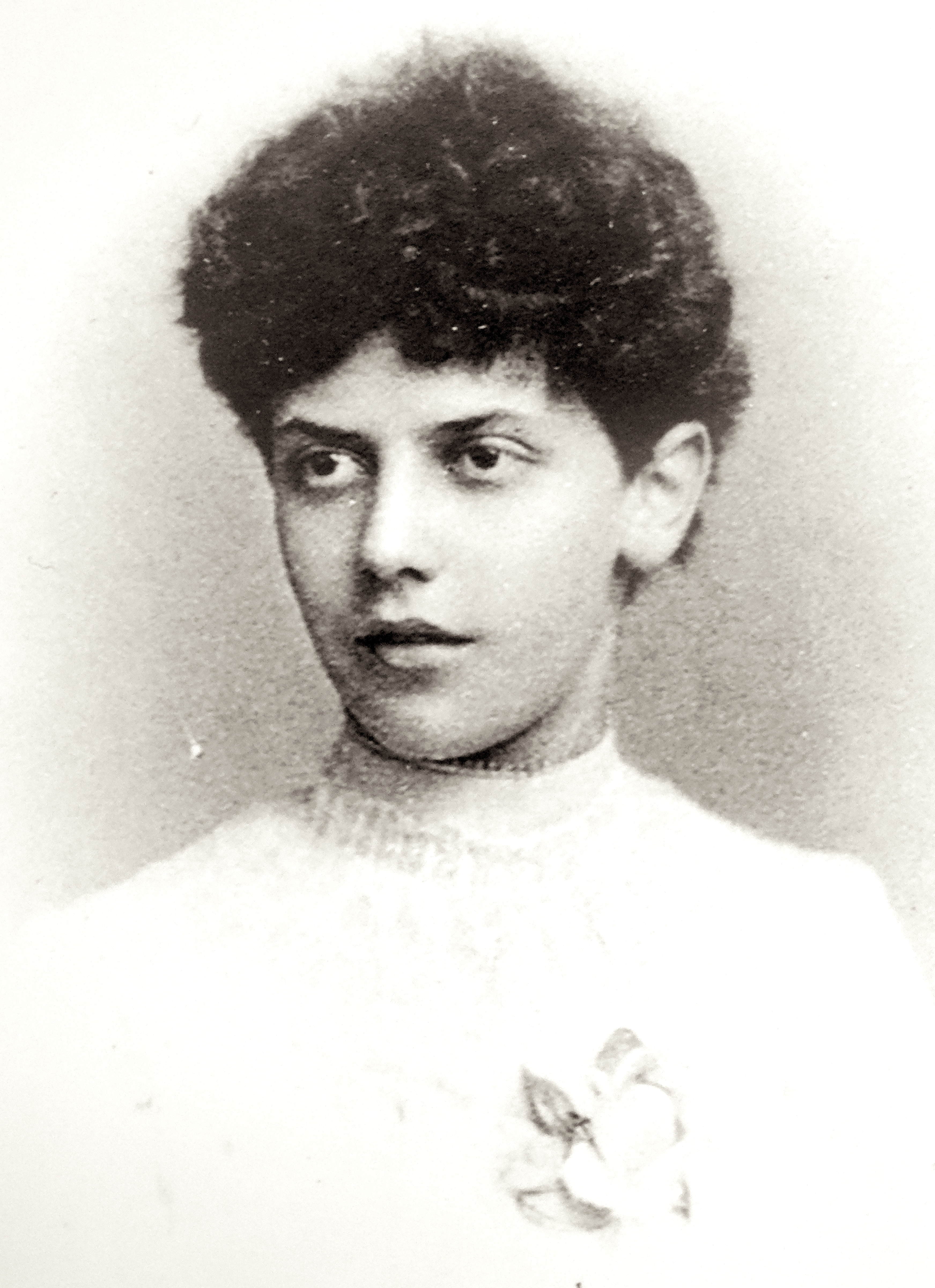
Hedwig Waser während ihrer Studienzeit, 1892

Hedwig Bleuler-Waser (* 29. Dezember 1869 in Zürich; † 1. Februar 1940 in Zollikon) war eine Schweizer Schriftstellerin, Lehrerin und Temperenzlerin. Sie gründete 1902 den Schweizerischen Bund abstinenter Frauen, einen Abstinenzverein, der sich dem Kampf gegen den weit verbreiteten Alkoholismus in den unteren Bevölkerungsklassen verschrieb.

## Leben

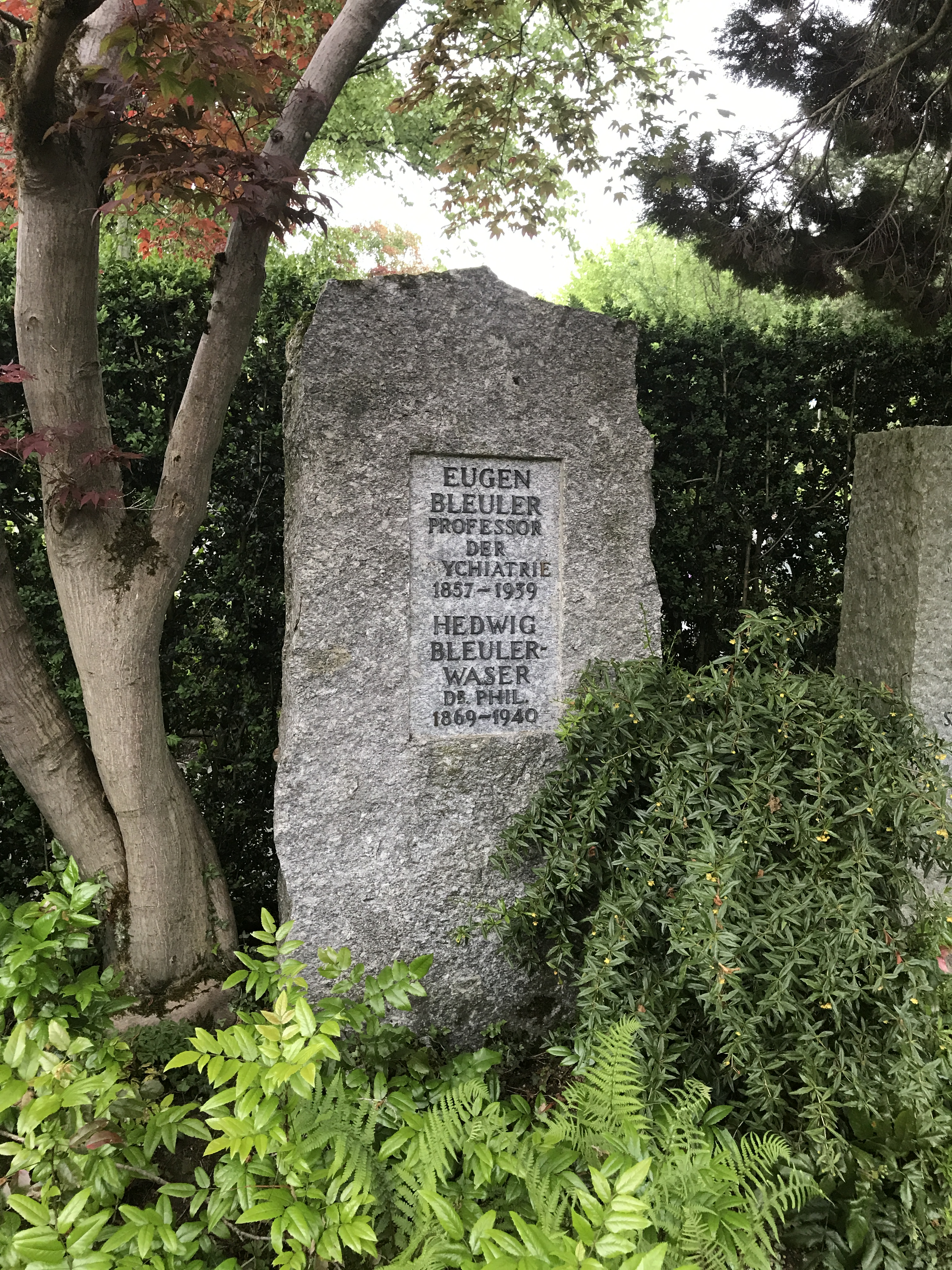
Grabstein auf dem Friedhof Zollikon

Hedwig Waser wuchs in Zürich auf, wo sie an der Universität Literatur und Geschichte studierte. Sie war mit der deutschen Schriftstellerin Ricarda Huch befreundet. Waser promovierte 1894 und unterrichtete anschließend an der Höheren Töchterschule in Zürich. Sie gehörte zu den bekannten Schweizer Dichterinnen, u. a. schrieb sie Weihnachtsspiele. 1901 lernte sie Auguste Forel kennen, der eng mit ihrem Mann, dem Psychiater Eugen Bleuler, zusammenarbeitete. Auf seinen Vorschlag hin gründete sie den Schweizerischen Bund abstinenter Frauen, den sie bis 1921 präsidierte. Ab 1914 half sie Else Züblin, deren alkoholfreie Soldatenstuben aufzubauen. Sie hatte mit Eugen Bleuler zusammen fünf Kinder: Manfred Eugen (* 1903), Richard Johannes  (* 1905), Gerda Hedwig (* 1907), Harold Heinrich (* 1910) und Ralf Roland (* 1916). Manfred Bleuler wurde ebenfalls Psychiater und war, wie sein Vater, Direktor am Burghölzli. In den Jahren 1914 bis 1918 war Bleuler-Waser im Vorstand der Zürcher Frauenzentrale tätig. Ab 1918 initiierte sie in Zürich die Frauenbildungskurse – eine Art Volkshochschule mit Frauenthemen. Daneben leitete sie die Kommission für sozial-praktische Arbeit des Bundes Schweizer Frauenvereine.

## Werke (Auswahl)
- Das Fest des Fischerkönigs. Ein dramatisches Spiel zur Sommerfahrt des Lesezirkels Hottingen nach der Ufenau und Rapperswyl. Verlag des Lesezirkels Hottingen, Zürich 1901
- Ulrich Hegner. Ein Schweizer Kultur- und Charakterbild. Niemeyer, Halle an der Saale 1901
- J. V. Widmann. Zum sechzigsten Geburtstag (20. Februar 1902). In: Die Schweiz – schweizerische illustrierte Zeitschrift, Bd. 6 (1902), S. 89–94 (doi:10.5169/seals-572575 bei e-periodica.ch)
- Über Ricarda Huch. Verlag der Frauenrundschau, Berlin / Leipzig 1904
- Zur Diskussion der Grundfragen. In: Mutterschutz. Zeitschrift zur Reform der sexuellen Ethik, Publikationsorgan des Bundes für Mutterschutz, hrsg. von Helene Stöcker. Frankfurt a. M. 1905, S. 279–284 (Digitalisat im Internet Archive)
- Wir Frauen gegen den Alkohol. Schriftstelle des Alkoholgegnerbundes Fr. Reinhardt, Basel 1906
- Leben und Taten des Lesezirkels Hottingen. Von seiner Geburt bis zu seinem 25. Altersjahr. 1882–1907. Selbstverlag, Zürich 1907
- Mutter Ajas Geburtstag. Lustspiel in drei Akten. In: Die Schweiz – schweizerische illustrierte Zeitschrift, Bd. 13 (1909), doi:10.5169/seals-572318, S. 81–87, 101–104 u. 124–128
- Theodor Storm: Schneewittchen. Ein Märchenspiel. Zu Aufführungszwecken ergänzt von Hedwig Bleuler-Waser. Illustrationen von Marianne Hitschmann-Steinberger (Reihe „Konegens Kinderbücher“ Nr. 5). Konegen, Wien 1910[1]
- Ein neues Stück vom alten Kasperl. Illustriert von Spyridon Sartoris. Gustav Grunau, Bern 1911
- Zwei Winterfestspiele. Orell Füssli, Zürich 1913
- Vom Christkindlein. In: Zur Praxis der Volksschule. Beilage zu № 52 der «Schweizerischen Lehrerzeitung», № 8, Dezember 1914, S. 34 f. (Digitalisat bei e-periodica.ch)
- Das Urbild von Kellers Dörfchen Schönfund. In: Der Lesezirkel, Jg. 2, Zürich 1915
- Funken vom Augustfeuer. Anregungen zur nationalen Erziehung in der Schweizerfamilie. Franke, Bern 1916
- Chlini Wiehnachts-Szene für diheime und i d’Schuel. Orell Füssli, Zürich 1913
- Die Dichterschwestern Regula Keller und Betsy Meyer. Füßli, Zürich 1919
- Lenzbub kommt! Vom Werden und Vergehen. Märchen, die geschehen. Bilder von Ernst Kreidolf. A. Francke, Bern 1920
- Mutter Ajas Geburtstag. Lustspiel aus der Goethezeit in drei Akten. Georg D. W. Callwey, München 1920
- Weihnachtsspiele. Georg D. W. Callwey, München 1920
- Die blaue Blume (Reihe „Die Schatzgräber-Bühne. Eine Sammlung deutscher Volks-Jugend- und Puppenspiele“ Nr. 16). Georg D. W. Callwey, München 1925
- Engelchens Erdenjahr. Weihnachtsspiel in fünf Bildern. H. R. Sauerländer & Co., Aarau 1926
- Aus meiner Universitätszeit. In: Das Frauenstudium an den Schweizer Hochschulen. Rascher, Zürich / Leipzig / Stuttgart 1928
- Aus meinem Leben. In: Schweizer Frauen der Tat, Bd. 3 (1855–1885). Rascher, Zürich u. a. 1929, S. 173–223
- weitere Artikel etc.  bei e-periodica.ch (Autorensuche).